# Стефан (Панкович)
Стефан Панкович (укр. Степан Панкович) , 29.10.1820 г., Закарпатье, Австро-Венгрия — 29.08.1874 г., Ужгород, Австро-Венгрия) — епископ мукачевский с 28 декабря 1866 года по 29 августа 1874 год,  общественный деятель, активный сторонник мадьяризации русинов и противник русофильства.

## Биография
Стефан Панкович родился 29 октября 1820 года в Закарпатье, Австро-Венгрия. После окончания Ужгородской богословской семинарии Стефан Панкович был рукоположён 24 августа 1851 года в сан дьякона и через три дня — 27 августа — в священника. После своего рукоположения он ни дня не прослужил священником, в течение последующих 20 лет проработав домашним учителем в венгерских аристократических домах. Несмотря на отсутствие пастырского опыта, Стефан Панкович 28 декабря 1866 года был избран епископом Мукачева. 22 февраля 1867 года Святой Престол утвердил его избрание и 5 мая 1867 года Стефан Панкович был рукоположён в епископа прешовским епископом Йозефом Гаганецом.
Годы епископства Стефана Панковича пришлись на усиление правительственной политики мадьяризации и национальной ассимиляции немадьярских народов Венгерского королевства. Стефан Панкович был сторонником этой политики. Он также поддерживал идею подчинения мукачевской епархии венгерской латинской церкви. В 1870 году он на Будапештском церковном конгрессе объявил о верховенстве латинской церкви над мукачевской епархии. Он выделил южный регион мукачевской епархии с центром в городе Хайдудорог в особый викариат, где ввёл богослужение на венгерском языке. В 1912 году этот викариат был преобразован в самостоятельную Хайдудорогскую епархию византийского обряда (впоследствии эта епархия вместе с апостольским экзарахатом Мишкольца образовали самостоятельную Венгерскую католическую церковь).
Из-за своих провенгерских настроений Стефан Панкович проявлял критическое отношение к русофильской организации «Общество святого Василия Великого», которое защищало автономность мукачевской епархии. Стефану Панковичу удалось отстранить от руководства основателей этого общества русофилов Адольфа Добрянского-Сачурова и Ивана Раковского. Стефан Панкович взял под свой контроль типографию Общества святого Василия Великого и в 1872 году назначил нового редактора типографии, который стал издавать провенгерскую газету «Карпаты».
Стефан Панкович скончался 29 августа 1874 года.

## Награды
За свою провенгерскую деятельность Стефан Панкович был награждён Великим крестом жёлтой короны, присвоено звание тайного советника с вручением ордена святого Стефана.